# Downtown, Los Angeles

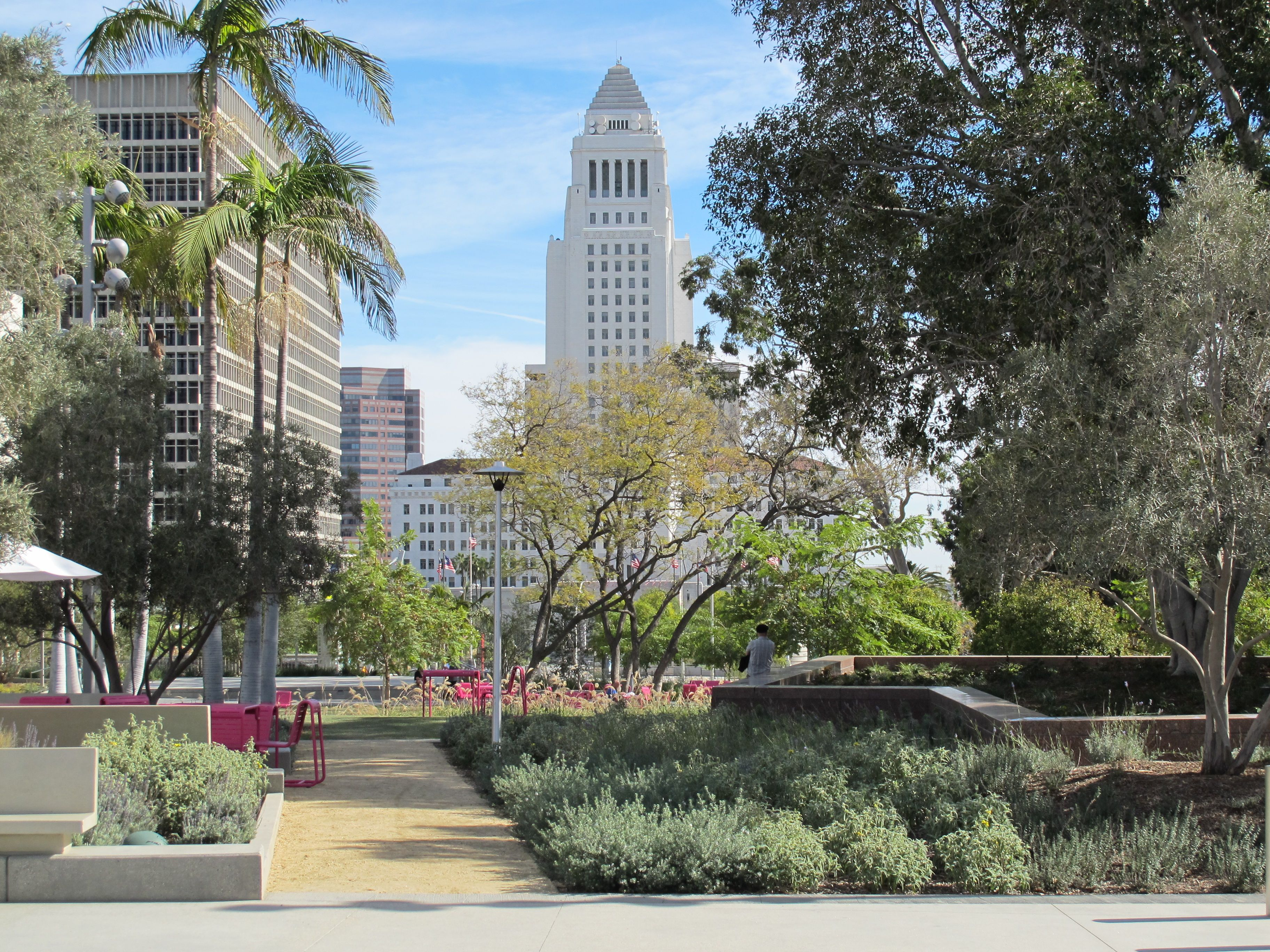
Grand Park, invigd 2013, norrifrån mot Los Angeles stadshus

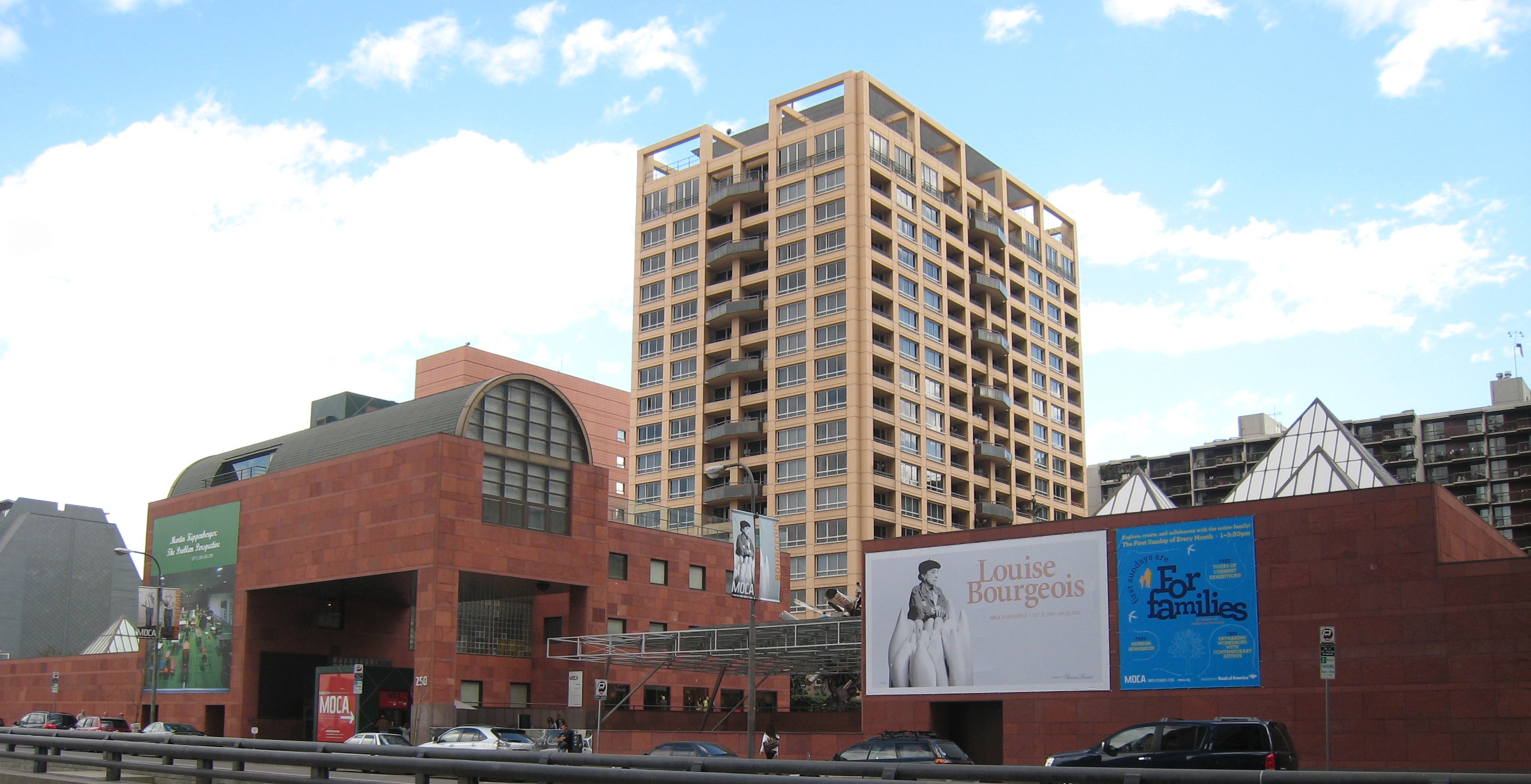
Museum of Contemporary Art, Los Angeles

Downtown Los Angeles är Los Angeles ekonomiska centrum. I stadsdelen finns många kontorsskyskrapor och offentliga förvaltningsbyggnader. Downtown är relativt litet i förhållande till Los Angeles storlek och invånarantal. Området expanderade kraftigt under slutet av 1980- och 1990-talen, men från 1995 till 2005 minskade antalet arbetande i stadsdelen från 605 000 till 418 000. Bland skyskraporna märks U.S. Bank Tower (1990) och Los Angeles City Hall (1928). Andra arkitektoniskt intressanta byggnader är det av Frank Gehry ritade konserthuset Walt Disney Concert Hall (2003) och järnvägsstationen Union Station (1939). I närheten av Union Station finns några av Los Angeles fåtal bevarade historiska byggnader. 
Los Angeles har få stora parker. Som en del av ett pågående stadsutvecklingsprojekt, Grand Avenue Project invigdes i juni 2013 Grand Park i anslutning till Los Angeles City Hall, den största parken i Los Angeles-området. I samma område uppfördes ett nytt privat konstmuseum, The Broad, som ytterligare ett arkitektoniskt landmärke i kvarteret bredvid Walt Disney Concert Hall vid Grand Avenue,

## Stadsdelar och attraktioner i Downtown
- Pueblo (Union Station och Olvera Street)

- The Old Plaza Firehouse är ett museum som bland annat visar historiska Los Angeles-kartor och brandkårens historia.

- Museum of Contemporary Art, Los Angeles, museum för samtida konst, vid Grand Avenue

- The Chinese American Museum visar bland annat utställningar om hur livet tedde sig för tidiga kinesamerikaner.

- Chinatown

- Los Angeles State Historic Park, största parkområdet i Downtown

- Little Tokyo

- Civic Center

- Historic Core

- Financial District

- South Park

- Central City East/Skid Row